# Casey Puckett
Paul Puckett –conocido como Casey Puckett–conocido como  (Boulder, 22 de septiembre de 1972) es un deportista estadounidense que compitió en esquí, en las modalidades de esquí alpino y acrobático.
Consiguió cuatro medallas en los X Games de Invierno. Participó en cinco Juegos Olímpicos de Invierno, entre los años 1992 y 2010 (las cuatro primeras veces en esquí alpino y la última en esquí acrobático), ocupando el séptimo lugar en Lillehammer 1994, en la prueba de eslalon.

## Medallero internacional
| \| X Games de Invierno \| X Games de Invierno \| X Games de Invierno \| X Games de Invierno \| \| Año \| Lugar \| Medalla \| Prueba \| \| ------------------- \| ---------------------- \| ------------------- \| ------------------- \| \| 2004 \| Aspen (Estados Unidos) \| Medalla de oro \| Campo a través \| \| 2007 \| Aspen (Estados Unidos) \| Medalla de oro \| Campo a través \| \| 2008 \| Aspen (Estados Unidos) \| Medalla de bronce \| Campo a través \| \| 2011 \| Aspen (Estados Unidos) \| Medalla de bronce \| Campo a través \| |                        |                   |                |
| X Games de Invierno |                        |                   |                |
| Año | Lugar                  | Medalla           | Prueba         |
| 2004 | Aspen (Estados Unidos) | Medalla de oro    | Campo a través |
| 2007 | Aspen (Estados Unidos) | Medalla de oro    | Campo a través |
| 2008 | Aspen (Estados Unidos) | Medalla de bronce | Campo a través |
| 2011 | Aspen (Estados Unidos) | Medalla de bronce | Campo a través |